# Pays-Bas aux Jeux olympiques d'été de 1928
Les Pays-Bas participent aux Jeux olympiques d'été de 1928 à Amsterdam. 266 athlètes néerlandais, 222 hommes et 44 femmes, ont participé à 103 compétitions dans 17 sports. Ils y ont obtenu 19 médailles : six d'or, neuf d'argent et quatre de bronze.

## Médailles

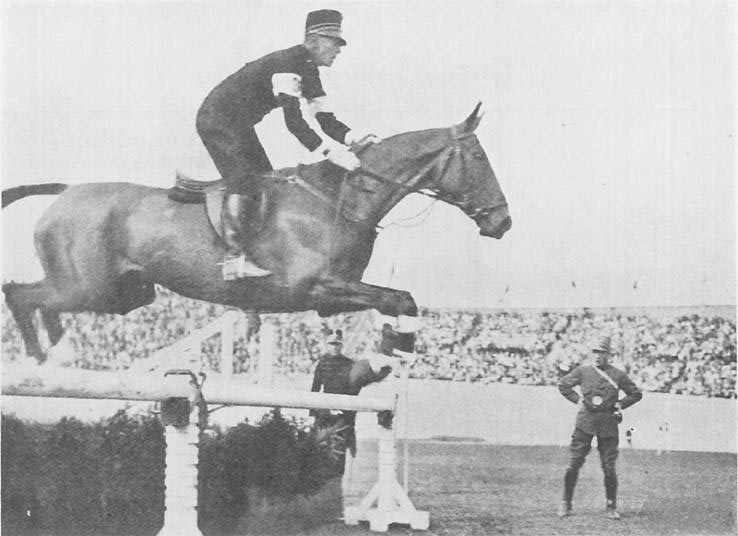
Charles Pahud de Mortanges obtient deux médailles d’or en équitation (concours complet individuel et par équipes).

| Médaille | Discipline       | Épreuve                             | Athlète |
| -------- | ---------------- | ----------------------------------- | --- |
| Or       | Cyclisme         | Tandem                              | Bernard Leene, Daan van Dijk |
| Or       | Équitation       | Concours complet individuel         | Charles Pahud de Mortanges |
| Or       | Équitation       | Concours complet par équipes        | Charles Pahud de Mortanges Gerard de Kruijff Adolf Van der Voort Van Zijp |
| Or       | Boxe             | Poids plumes (-57.2 kg)             | Bep van Klaveren |
| Or       | Natation         | 100 m dos femmes                    | Marie Braun |
| Or       | Gymnastique      | Concours général par équipes femmes | Estella Agsteribbe Petronella Burgerhof Elka De Levie Helena Nordheim Ans Polak Jud Simons Jacoba Stelma Jacomina Van Den Berg Alida Van Den Bos Anna Van Der Vegt Petronella Van Randwijk Hendrika Van Rumt                                                                |
| Argent   | Cyclisme         | Kilomètre                           | Gerard Bosch van Drakestein |
| Argent   | Cyclisme         | Vitesse individuelle                | Antonius Mazairac |
| Argent   | Cyclisme         | Poursuite par équipes               | Johannes Maas Pieter van der Horst Janus Braspennincx Jan Pijnenburg |
| Argent   | Athlétisme       | Saut en hauteur femmes              | Lien Gisolf |
| Argent   | Équitation       | Concours complet                    | Gerard de Kruijff |
| Argent   | Natation         | 400 m nage libre femmes             | Marie Braun |
| Argent   | Natation         | 200 m brasse femmes                 | Marie Baron |
| Argent   | Hockey sur gazon |                                     | Adrian Johan Louis Katle, Albert William Resling, Jan Geert Ankerman, Reindert Berend Jan de Waal, Johannes Willem Brand, Emiel Paul Josef Duson, Gerrit Jan Arnold Jannink, Paulus van de Rovaert, Hendrik Philip Visser’t Hooft, Robert van der Veen, August Johannes Kop |
| Argent   | Voile            | 8 mètres                            | Gerard de Vries Lentsch Maarten de Wit Lambertus Doedes Hendrik Kersken Johannes van Hoolwerff Cornelis van Staveren |
| Bronze   | Équitation       | Dressage par équipes                | Jan van Reede Pierre Versteegh Gerard le Heux |
| Bronze   | Boxe             | Poids mi-lourds (-79.4 kg)          | Karel Miljon |
| Bronze   | Haltérophilie    | Moyens                              | August Scheffer |
| Bronze   | Haltérophilie    | Mi-lourds                           | Johannes Verheyen |